# منظور حسین عاطف
منظور حسین عاطف (انگلیسی: Manzoor Hussain Atif; ۴ سپتامبر ۱۹۲۸ – ۸ دسامبر ۲۰۰۸) بازیکن هاکی روی چمن اهل پاکستان بود.
وی در مسابقات کشوری و بین‌المللی در مجموع برندهٔ ۲ مدال طلا، ۲ مدال نقره شده‌است.